# Angelo Grossi
Angelo Grossi (Senna Lodigiana, 16 maggio 1808 – Senna Lodigiana, 5 marzo 1887) è stato un medico, rivoluzionario e politico italiano.
Fu senatore del regno d'Italia nella XIII legislatura. Patriota nei moti che portarono all'Unità d'Italia, fu sindaco di Senna Lodigiana e benefattore, fondatore di un'Opera pia tuttora esistente.

## Biografia
Figlio di fittabili benestanti (Francesco Grossi e Geronima Bignami), conseguì la laurea in medicina all'Università di Pavia nel 1833. Si face conoscere nell'ambiente scientifico per l'introduzione dell'utilizzo dell'etere etilico come anestetico negli ospedali di Milano. Ebbe un ruolo rilevante nei moti rivoluzionari a Milano del 1848; partecipò come volontario alla prima guerra d'indipendenza. Come membro del Comitato centrale di pubblica sicurezza (Governo provvisorio lombardo) nel 1848, si mise a capo di una milizia organizzata nella bassa Lodigiana ed inseguì gli Austriaci nella fuga da Pavia. Dopo la sconfitta di Carlo Alberto a Novara, come era uso negli ambienti degli ufficiali rivoluzionari dell'epoca, ripose la bandiera italiana in un doppio soffitto della sua cascina, attendendo momenti migliori. Fu ufficiale anche nella seconda guerra di indipendenza.
Fu poi attivamente impegnato in politica, come deputato prima e come senatore poi, dalla VII alla XIII legislatura.
Fu inoltre sindaco di Senna Lodigiana (1875-1887) e ricoprì varie cariche amministrative: consigliere provinciale di Milano per Lodi (per i mandamenti di Codogno e Borghetto Lodigiano) (1860-1863), membro della Deputazione provinciale di Milano (1860-1863) e membro del Consiglio degli Istituti ospedalieri di Milano.
Alla sua morte lasciò tutti i beni in eredità per l'Opera pia Senatore Angelo Grossi - Nice Franzini, da lui fondata nel 1886 (oggi  Fondazione Sen. Grossi - Franzini Onlus) nel Comune di Senna Lodigiana, un'opera caritatevole dedita all'istruzione dei bambini e alla cura degli anziani (tuttora attiva) a favore del territorio.

## Omaggi
Alla memoria di Grossi è stata intitolata una strada di Senna Lodigiana.